# Vasikkasaari (ö i Finland, Norra Österbotten, Koillismaa, lat 65,84, long 29,38)
Vasikkasaari är en ö i Finland. Den ligger i sjön Iijärvi och i kommunen Kuusamo i den ekonomiska regionen  Koillismaa ekonomiska region  och landskapet Norra Österbotten, i den nordöstra delen av landet, 700 km norr om huvudstaden Helsingfors. Öns area är 0,2 hektar och dess största längd är 60 meter i sydväst-nordöstlig riktning.